# Radu Mihnea
Radu Mihnea je bil knez Vlaške, ki je vladal od septembra 1601 do marca 1602, od marca do maja 1611, od septembra 1611 do avgusta 1616 in od avgusta 1620 do avgusta 1623, in knez Moldavije od leta 1616 do 1619 in 1623 do 1626, * 1585 ali 1586, Istanbul,  † 1626, Vlaška.
Bil je nezakonski sin vlaškega kneza Mihnee Turcitula in Voice Bratcul.

## Življenje
Radu Mihnea je nekaj svojih zgodnjih let preživel v Kopru, ki je bil takrat v Beneški republiki, v samostanih na gori Atos in v Grčiji. Bivanje v Beneški republiki je dalo njegovi  politiki nekaj beneških značilnosti  in sprožilo zanimanje za reformo institucij v Vlaški in Moldaviji. Po končanem študiju v Istanbulu je postal vlaški knez  v času, zelo pomembnem za romunsko zgodovino: po združitvi kneževin Vlaške, Moldavije in Transilvanije  pod Mihaelom Hrabrim.
Na prestolu v Bukarešti je nasledil poljskega vazala Simiona Movilo po krajši zasedbi  Vlaške s četami hetmanov Jana Zamoyskega  in Jana Karola Chodkiewicza. Med njegovo prvo vladavino se je Vlaška vrnila pod oblast Osmanskega cesarstva. 
V Vlaški je vladal štirikrat, v Moldaviji pa dvakrat.  Zaradi ljubezni do renesančnega sloga in umetnosti, ki je bila posledica njegove vzgoje med menihi na gori Atos v Grčiji,  je bil priljubljen vladar. 
Zgleda, da je Radu poskušal združiti kneževini Vlaško in Moldavijo v eno državo. Najbliže temu dosežku je bil med svojo tretjo vladavino, ko je  oblast v Vlaški delil s svojim sinom Aleksandrom Coconulom. Domnevo potrjuje več virov:
- Radulo, ki je zdaj knez Moldavije, in njegov sin [ki je knez] Vlaške.  [Slednji]  je zelo mlad in pod nadzorom svojega očeta.[3]

- Radulo vojvoda, knez Vlaške in Moldavije.[4]

Na Radujevem nagrobniku sta grba obeh kneževin.

## Smrt
Umrl je leta 1626 v Moldaviji. Pokopali so ga v Bukarešti v cerkvi kneza Raduja Vode. Za samostan so skrbeli menihi z Atosa. 

## Družina
Poročen je bil z Arghiro Minetti, s katero je imel tri sinove in dve hčerki. Njegovi otroci so bili zadnji vladajoči  potomci Vlada III. Drakule. Najstarejši je bil Aleksander Coconul, kasnejši vlaški knez.

## Sklica
1. 1 2  Record #1021282200 // Gemeinsame Normdatei — 2012—2016.
2. ↑  Constantinov V. A. Posteritatea lui Radu Mihnea(Moldova și Ţara Românească între 1626 și 1633.Confruntări interne și externe) — Iași: Cercetări istorice, 2004.
3. ↑  Beneški dokument  datumom 11. april 1625.
4. ↑  Več različnih dokumentov.

## Vir
- Magazin Istoric, 6 (1979).

| Radu MihneaBasarabska dinastija (Drakuliči) Rojen: 1585 Umrl: 1626 |                          |                                     |
| Vladarski nazivi                                                   |                          |                                     |
| Predhodnik: Simion Movilă                                          | Knez Vlaške 1601–1602    | Naslednik: Simion Movilă            |
| Predhodnik: Gabrijel Báthory                                       | Knez Vlaške 1611         | Naslednik: Radu Şerban              |
| Predhodnik: Radu Şerban                                            | Knez Vlaške 1611–1616    | Naslednik: Gabrijel Movilă          |
| Predhodnik: Gabrijel Movilă                                        | Knez Vlaške 1620–1623    | Naslednik: Aleksander Coconul       |
| Predhodnik: Aleksander Movilă                                      | Knez Moldavije 1616–1619 | Naslednik: Gaspar Graziani          |
| Predhodnik: Štefan II. Tomşa                                       | Knez Moldavije 1623–1626 | Naslednik: Miron Barnovschi-Movilăi |
| Opombe in reference                                                |                          |                                     |
| 1. ]                                                               |                          |                                     |